# 徳治主義
徳治主義（とくちしゅぎ）とは、徳のある統治者がその持ち前の徳をもって人民を治めるべきであるとした孔子の統治論に由来する儒教の政治理念・思想。古くは徳化（とくか）などと呼ばれていた。「徳治主義」という言葉は、蟹江義丸の『孔子研究』（1904年）、高瀬武次郎の『支那哲学史』（1910年）で提唱され、日本では宇野哲人、中国では陳安仁が広めた言葉である。

## 中国における徳治主義
『説文解字』によれば「徳」と同じ意味に用いられる「悳」の字は、「外は人に得しめ、内は己に得」と解説される。また、字形を見れば「真っ直ぐな心」と解することが可能であり、それに彳（ぎょうにんべん）を加えることで真っ直ぐな心による行いの意味を有することになる。すなわち真っ直ぐな心をもって相手に恩恵を与えることで自らも恩恵を得ることができるというものであった。
『書経』や『詩経』では、こうした徳は天から与えられる内面的な道徳であり、自らを研鑽してこれを積み重ねて内外に恩恵を与えることができる「明徳」な人が天命を受けることができると考えられていた。
孔子は『論語』為政編において「為政以徳譬如北辰居其所而衆星共之（政をなすに、徳を以てす。たとえば北辰のその所にありて、衆星のこれに共[つか]うるべき。）」と説き、君主を北極星、国家を星空、人民を星々に擬えて、君主が徳で国家・人民を治めることで、人民を正しい方向に導いて国家は調和されて安定すると説き、国家統治の要は法令や刑罰、軍隊ではなく道徳や礼儀であるとした。孟子もこの思想を継承して、刑罰や軍事などの力をもって国を治めることを「覇道」とし、道徳や礼儀などの徳をもって国を治めることを「王道」とした。
だが、戦国時代に入ると、君主自身の能力への依存や運用の恣意性といった難点を有する徳治主義に対してあらかじめ決めた法令や刑罰でもって国を統治し、富国強兵を目指すべきであるとする法家が盛んとなってきた。彼らは儒教の徳治主義を批判したが、その一方で現実的社会に合わせて折衷の動きもあった。荀子は孔子が重視した礼にも規制的な要素があり、徳治の枠組みから外れる者に対しては刑罰などの制裁が科されるとした。また、法家でありながら荀子からも学んだ韓非は徳が持つ君主からの恩恵の部分を捉えて信賞必罰の信賞の部分こそが徳の本質であると説いた。
極端な法家主義を取って崩壊した秦が途上で挫折した中央集権・王権至上の国家形成の路線は漢に継承された。ただし、漢は秦の苛法から民衆を救うことを大義名分として成立した国家である一方で、秦の統治体制を継承するという矛盾を抱えていた。漢王朝には法家思想の法治主義を奉じる「酷吏」と呼ばれる官人も多数抱えていたが、そのうちの1人鼂錯は「法令は人情に合致」すべきであると唱えて人民に苛酷な法律は却って統治の妨げになると論じた。やがて、武帝のもとで儒教が体制教学としての地位を得るようになると、董仲舒は陰陽五行説を基に天と人（君主・帝王）の相互の感応関係を論じた天人相関説を唱えると、天にも陰陽があり、陽が徳で陰が刑でありどちらか一方が無くても国家は成り立たないと説き、徳治主義を基本とする儒教の中で法治主義の補完が必要であると主張したのである。
以後、儒家の徳治主義を国家理念として用い、法家の法治主義による国家運営を遂行する体制が、古代中国の一貫した統治手段として確立した。

## 日本における徳治主義
儒教が説く徳治主義は日本においても法治主義を代表する律令とともに一定の範囲で許容された。もっとも、日本の場合は中国のように科挙が導入された訳ではなく、古代から続く強力な氏族制と中世以後家柄・家格によって地位を占めた支配階層（公家・武家）が国家（朝廷）を支配して人民に対峙する形態となっており、徳治主義を掲げても結果的には支配階層が体制と自らの社会的地位・特権を防衛するための手段という面はあったが、統治者である天皇が徳をもって人民を教化して仁政を施すことの社会政策上の必要性は一貫して認められるところであった。天皇は詔勅で「徳薄くして位にある」と謙遜し、天災があれば自らの徳の無さを責める詔勅を出した。また支配階層の徳治とは別に集団の指導者として徳を高める必要性の認識が室町時代から江戸時代にかけて武士や人民にも見られるようになり、有徳人（有徳者）が社会において崇敬を集めたり、江戸時代には大名が藩士に領民の模範となる行動を求めることがあった。
明治に入ると、教育勅語などを通じて国民に天皇及び国家への忠誠を求める一方で、天皇がそれに相応しい「聖徳」の持ち主であることが盛んに喧伝されるようになった。
また、今日でも責任ある地位の人間が謝罪会見などを行う際に「不徳の致すところ」という表現をしばしば用いられるのも、集団の指導者としての徳の必要性が追求された時代の名残であると言える。

### 天皇
古くから儒学を取り入れてきた（「日本書紀」巻10、応神紀十五年秋八月六日条、王仁による論語の伝来）朝廷では徳治主義が天皇の政治の基本方針である。仁徳天皇の有名な「民のかまど」（「日本書紀」巻十一、仁徳紀四年二月六日条）の故事に早くもその影響は見られ、「天の君を立つることは是百姓の為なり」と説く。このような姿勢はその後の歴代天皇にも受け継がれ、花園天皇の『誡太子書』には「君主の重責」として「天命の君主を樹立する所以は蒸民のためなり。仁義と政術とをもって凡俗下民を訓導する才徳なくば、君位にあるべからず」と徳治主義と君主の厳しい責任が説かれている。これは先行する宇多天皇の『寛平御遺誡』の仁政思想を継受している可能性があり、「誡太子書」においてはっきりと徳治主義が明示されたのであろう。こうした敬神克己の叡慮が歴代天皇の毎朝の天下泰平の祈りの神事である「毎朝御拝」として具現化されていたのである。また江戸時代の光格天皇も「人君は仁を本といたし候事、、（中略）、、人徳の事を第一とまいらせ候」「何分自身を後にして、天下万民を先とし、仁恵・誠信の心、朝夕昼夜に忘却せざる時は、神も仏も御加護を垂れ給う事、誠に鏡に掛けて影をみるがごとくに候」と書き残し君主は「仁」を第一としなければならない、一身を顧みることなく万民に「仁」を施さなければならいと徳治主義の思想を述べている。